# Représentation induite d'un groupe fini
 (décembre 2015).
Si vous disposez d'ouvrages ou d'articles de référence ou si vous connaissez des sites web de qualité traitant du thème abordé ici, merci de compléter l'article en donnant les références utiles à sa vérifiabilité et en les liant à la section « Notes et références ».
En mathématiques une représentation induite est une représentation d'un groupe canoniquement associée à une représentation de l'un de ses sous-groupes. L'induction est adjointe à gauche de la restriction (en). Cette propriété intervient dans la formule de réciprocité de Frobenius.
Cet article traite le cas des groupes finis.

## Définitions et exemples
Dans tout l'article, G désigne un groupe fini, H un sous-groupe de G et θ une représentation de H dans un espace vectoriel de dimension finie W sur un corps K.  G/H désigne l'ensemble des classes à gauche modulo H.

### Définitions
- La représentation induite par une représentation θ du sous-groupe H de G est la représentation de G, notée ρ = IndG
H θ, ou simplement Ind(θ) s'il n'y a pas de risque d'ambiguïté, telle que :
  - θ est une sous-représentation de la restriction ResG
H(ρ) de ρ à H ;
  - pour toute représentation σ de G, le morphisme naturel suivant est un isomorphisme entre espaces des morphismes de représentations :{\displaystyle \hom _{G}(\mathrm {Ind} _{H}^{G}\theta ,\sigma ){\overset {\sim }{\to }}\hom _{H}(\theta ,\mathrm {Res} _{H}^{G}\sigma )}.

Son unicité (à isomorphisme près) est garantie par cette propriété universelle d'adjonction, et son existence est assurée par la construction ci-dessous.
- Si ψ désigne le caractère de θ, celui de ρ dépend uniquement de ψ. Il est donc appelé caractère induit par ψ et noté Ind(ψ) ou encore IndG
H (ψ) si un risque d'ambiguïté existe.

### Construction
Soit W le K[H]-module sous-jacent à la représentation θ de H, et soit ρ la représentation de G associée au K[G]-module
Alors ρ = IndG
H θ, puisque :
- W = K[H]⊗K[H]W est bien un sous-K[H]-module de V ;
- pour tout K[G]-module E, on a un isomorphisme naturel :{\displaystyle \hom _{K[G]}(V,E){\overset {\sim }{\to }}\hom _{K[H]}(W,E)}qui peut se « déduire de la formule Hom(A,Hom(B,C))=Hom(A⊗B,C) » (Serre, p. II - 7) ou se détailler de façon plus élémentaire (Serre, p. II - 6) en vérifiant la bijectivité de l'application linéaire qui, à tout G-morphisme f de V dans E, associe le H-morphisme restriction de f à W.

### Exemples
- Si H = G, alors IndG
H θ = θ.
- Si θ est la représentation triviale de H, alors IndG
H θ est la représentation par permutations associée à l'action naturelle de G sur G/H.
- Si θ est la représentation régulière de H, alors IndG
H θ est la représentation régulière de G[1].

## Propriétés

### Premières propriétés
- Une représentation (V,ρ) de G est équivalente à IndG
H θ si et seulement si :
  - W est un sous-K[H]-module de V ;
  - V = ⊕c∊G/H cW, où la notation cW signifie : ρs(W) pour n'importe quel élément s de la classe à gauche c. (Un tel ρs(W) ne dépend pas du choix de s dans c puisque si tH = c =sH alors t est de la forme sh pour un certain élément h de H, si bien que ρt(W) = ρs(ρh(W)) = ρs(W).)

- Pour toute sous-représentation θ' de θ, IndG
H (θ') est une sous-représentation de IndG
H (θ).
- Pour toutes représentations θ1 et θ2 de H, on a : IndG
H (θ1⊕θ2) = (IndG
H θ1)⊕(IndG
H θ2).

### Caractère
- Le caractère χ de la représentation (V,ρ) = IndG
H θ s'exprime en fonction du caractère ψ de (W, θ) par la formule suivante, dans laquelle C désigne une transversale à gauche de H dans G, et h l'ordre de H :{\displaystyle \forall t\in G\quad \chi (t)=\sum _{c\in C \atop c^{-1}tc\in H}\psi (c^{-1}tc)={\frac {1}{h}}\sum _{s\in G \atop s^{-1}ts\in H}\psi (s^{-1}ts).}

On étend cette formule aux fonctions centrales par la définition suivante :
- Soient f une fonction centrale sur H à valeurs dans K et C une transversale à gauche de H dans G, alors la fonction IndG
H (f ) est définie par :{\displaystyle \forall t\in G\quad \mathrm {Ind} _{H}^{G}f(t)=\sum _{c\in C \atop c^{-1}tc\in H}f(c^{-1}tc).}

### Réciprocité de Frobenius
On suppose que la caractéristique de K ne divise pas l'ordre de G. La formule de réciprocité de Frobenius s'exprime alors par :
- Pour tout caractère ψ d'une représentation de H et tout caractère χ d'une représentation de G, les deux scalaires suivants sont égaux :

Cette formule est une conséquence de la propriété d'adjonction qui définit la représentation induite. Elle s'étend linéairement aux fonctions centrales.

## Critère d'irréductibilité de Mackey
On suppose que la caractéristique de K est nulle et que le polynôme Xe – 1, où e désigne l'exposant de G, est scindé sur K. Ainsi, les caractères irréductibles de G forment une base orthonormale des fonctions centrales à valeurs dans K et toute représentation est entièrement déterminée (à équivalence près) par son caractère. On peut prendre par exemple pour K le corps des nombres complexes.
Une double application de la formule de réciprocité de Frobenius décrite ci-dessus permet, sous ces hypothèses, de démontrer le cas particulier suivant du critère d'irréductibilité de Mackey. Deux définitions sont nécessaires pour l'exprimer. Pour tout élément s de G, Hs désigne ici l'intersection de H avec son conjugué par s et θs désigne la représentation sur W de ce sous-groupe Hs = sHs−1 ∩ H définie par :
Le critère s'énonce de la manière suivante :
- La représentation Ind(θ) est irréductible si et seulement si θ est irréductible et pour tout s ∉ H, la restriction de θ à Hs est disjointe de θs.

On en déduit le corollaire suivant :
- Si H est normal dans G, Ind(θ) est irréductible si et seulement si θ est irréductible et n'est isomorphe à aucune des θs, pour s ∉ H.